# Дейнеко Ольга Костянтинівна
О́льга Костянти́нівна Дейне́ко (нар. 1897, Чернігівська область. — пом. 1970, Москва) — українська і російська радянська художниця, авангардистка; членкиня Спілки художників СРСР.

## Біографія
Народилась у 1897 році на території сучасної Чернігівської області (Україна). Потім жила у Петрограді та Москві. У 1916–1918 роках вчилася художній майстерності в Училищі барона Штігліца, у 1919–1923 роах — у ВХУТЕМАСі у Москві у Миколи Купреянова, Володимира Фаворського, Іллі Машкова.
У 1931—1932 роках була членкинею Об'єднання працівників революційного плакату. У 1960-ті роки працювала художницею-оформлювачкою на ВДНГ СРСР.
Була одружена з художником Миколою Трошиним.
Померла у Москві у 1970 році.

## Творчість
Працювала в основному в техніці акварелі, створювала серії на теми піонерського життя, портрети, натюрморти. Виконувала замальовки народного орнаменту, костюмів і предметів селянського побуту Курської та Орловської губерній. Займалася агітаційно-масовим мистецтвом, зокрема політичним плакатом:
- «Бережи книгу! Книга друг людини» (1924);
- «Жінка, на паровоз!» (1939).

З чоловіком писала й ілюструвала дитячі книги:
- «Як буряк цукром став» (1927);
- «Як бавовна ситцем стала» (1929);
- «Хлібзавод № 3» (1930);
- «Від каучуку до галоші» (1930);
- «Тисяча суконь в день» (1931).

Найбільшу популярність здобула серія «Пралі». Брала участь в оформленні низки журналів.
З 1932 року учасник різноманітних виставок, зокрема:
- «Десять років без Леніна за ленінським шляхом» (1933);
- «Московські художники в дні війни» (1942).
- спільна з Миколою Трошиним виставка у Москві (1943);
- персональна у Москві (1946).

Графічні роботи художниці знаходяться в Музеї сучасної історії Росії, Державній Третьяковській галереї інших музеях. Книги та плакати — в Російській державній бібліотеці, багатьох регіональних музеях, приватних російських і зарубіжних колекціях.